# Zelofilia
A zelofilia é uma parafilia onde o prazer ou excitação sexual é derivado do ciúme, através de jogos ou cenas que o envolvam ou o provoquem.
É o nome que se dá para a excitação sexual associada aos ciúmes, podendo ser desencadeada pelo ciúme de um dos parceiros. Submetendo-se aos prazeres do parceiro amado incondicionalmente, sentindo prazer em realizar todos os seus caprichos. Um dos pontos comuns entre eles é o fato de estarem sempre prontos para servir o parceiro e até desejando que sejam solicitado a servirem.
Geralmente o zelofílico é uma pessoa que, se estimulada pelo seu(ua) parceiro(a) se torna uma pessoa totalmente fiel, carinhoso(a), e muito preocupado(a) com o bem estar de seu parceiro(a), seja na forma de prazer sexual ou de qualquer outro tipo de satisfação.
O prazer do zelofílico está em sentir o prazer que o parceiro(a) sente em submetê-lo aos seus caprichos e prazeres, principalmente sexuais, e ainda vê-lo satisfeito com tal situação. Isso faz com que certos zelofílicos estimulem seu(ua) parceiro(a) a exercer esse domínio sobre eles, cada vez mais.
Muitos acreditam que o parceiro de um zelofílico deve sentir-se a pessoa mais prestigiada possível, pois essa é a expressão maior de amor, gratidão, fidelidade, desejo e acima de tudo eterna paixão pela pessoa amada.